# 伊尼翁河
伊尼翁河（法語：Ignon，法語發音：[iɲɔ̃]）是法国勃艮第-弗朗什-孔泰大区科多尔省的河流，是蒂耶河的右支流，长44.2千米，发源自伊尼翁河畔蓬塞，于蒂勒沙泰勒流入蒂耶河。